# Deísmo (gramática)
El deísmo es una irregularidad gramatical o construcción no normativa del idioma español, más frecuente en la lengua oral que en la escrita, en el registro coloquial, que consiste en usar la preposición de sin que sea necesaria ante un verbo en infinitivo. Es frecuente con los verbos hacer y decir, con verbos causativos y verbos de percepción (hacer, dejar, permitir, mandar, obligar y ordenar, por una parte, y ver, oír, mirar, observar y sentir por la otra): "Me hizo de sufrir mucho", "Me ha hecho de pensar", "Le vi de venir por el otro camino"...
Por ejemplo, no son normativas las expresiones "me toca de empezar a mí", "no le hagas de rabiar" o "le dieron de palos". Lo normativo es "me toca empezar a mí", "no le hagas rabiar" o "le dieron palos". Otros ejemplos: "Le pidió de salir", "Da pena de verlo", "Le dijo de venir más pronto esta vez", "No piensa de venir", "Lo he visto de reír", "¡Está deseando de abrazarme!", "No me deja de jugar", "Le cunde mucho de pelar lechugas", "Me ha hecho de venir para nada", "Le gusta de venirse conmigo". Con frecuencia se advierte en estas construcciones una cierta función expletiva. [cita requerida]
Vinculado a este fenómeno está el dequeísmo, en que en vez de un infinitivo se usa una proposición subordinada sustantiva equivalente: "Me dijo de que fuera a visitarlo por la tarde"; lo normativo es: "Me dijo que fuera a visitarlo por la tarde".

## Gramática histórica o diacrónica
Los verbos de lengua, que ante proposición sustantiva de verbo conjugado se construían sin preposición desde la Edad Media al siglo XVII ("Respondiole que vendría", "Ella le prometía que lo haría"), se construían (mayoritariamente) con de subordinante si después había infinitivo, también desde la Edad Media y en el siglo XVII. Hay ejemplos en don Juan  Manuel, Miguel de Cervantes y María de Zayas, por ejemplo. "Yo os prometo de guardaros el secreto"; "Pidió de vestir"...) Pese a que pudo considerarse una variante estigmatizada desde la segunda mitad del siglo XVI, se mantuvo con cierta vitalidad hasta los siglos XVIII y XIX.

## Véanse también
- Partitivo en el castellano de Extremadura

- Partitivo en francés